# Oliveira de Azeméis (freguesia)
Oliveira de Azeméis est une ancienne paroisse civile portugaise (en portugais : freguesia) de la municipalité du même nom dans le district d'Aveiro.
La loi no 11-A/2013 du 28 janvier 2013, portant réorganisation administrative du territoire des freguesias, fusionne Oliveira de Azeméis avec les paroisses voisines de Santiago de Riba-Ul, Ul, Macinhata da Seixa et Madail pour former l’União das freguesias de Oliveira de Azeméis, Santiago de Riba-Ul, Ul, Macinhata da Seixa e Madail (dont le siège est à Oliveira de Azeméis).